# Pollenza
Pollenza település Olaszországban, Marche régióban, Macerata megyében. Lakosainak száma 6234 fő (2023. január 1.). Pollenza Macerata, San Severino Marche, Treia és Tolentino községekkel határos.

## Népesség
A település lakossága az elmúlt években az alábbi módon változott:
| Lakosok száma | 6577 | 6549 | 6234 |
|               | 2017 | 2018 | 2023 |